# Magyar régész akadémikusok listája
Ez a lista azon régészek nevét tartalmazza, akik a Magyar Tudományos Akadémia tagjai:
- Alföldi András (1895–1981)
- Bálint Csanád (1943)
- Bella Lajos (1850–1937)
- Benkő Elek (1954)
- Bóna István (1930–2001)
- Borhy László (1963)
- Bökönyi Sándor (1926–1994)
- Czobor Béla (1850–1904)
- Érdy János (1796–1871)
- Fettich Nándor (1900–1971)
- Fröhlich Róbert (1844–1894)
- Gerevich László (1911–1997)
- Hampel József (1849–1913)
- Hekler Antal (1882–1940)
- Kiss Ferenc (1791–1859)
- Kubinyi András (1929–2007)
- Kubinyi Ferenc (1796–1874)
- Kuzsinszky Bálint (1864–1938)
- Láng Nándor (1871–1952)
- Majláth Béla (1831–1900)
- Mócsy András (1929–1987)
- Nagy Géza (1855–1915)
- Nagy Lajos (1897–1946)
- Nyáry Jenő (1836–1914)
- Ortvay Tivadar (1843–1916)
- Paur Iván (1806–1888)
- Pulszky Ferenc (1814–1897)
- Rómer Flóris (1815–1889)
- Supka Géza (1883–1956)
- Szabó Miklós (1940–2023)
- Szendrei János (1812–1882)
- Téglás Gábor (1848–1916)
- Tompa Ferenc (1893–1945)
- Torma Károly (1829–1897)
- Török László (1941–2020)
- Wosinsky Mór (1854–1907)